# Stanisław Załęski
Stanisław Załęski (ur. 11 września 1843 w Krakowie, zm. 23 sierpnia 1908 w Nowym Sączu) – polski ksiądz jezuita, badacz dziejów zakonu jezuitów na ziemiach polskich, autor monumentalnej, pięciotomowej monografii Jezuici w Polsce.

## Życiorys
Po śmierci ojca jego matka przeniosła się do miejscowości Ropa k. Gorlic, gdzie rozpoczął edukację u miejscowego organisty. Później Załęski z matką mieszkali w Gorlicach i Nowym Sączu. W 1857 wstąpił do Prowincji Galicyjskiej zakonu jezuitów. Pierwszy rok nowicjatu przebył w austriackim Linzu. W 1858 powrócił do Polski i kontynuował nowicjat w Starej Wsi koło Brzozowa. Tam kształcił się do 1864. Następnie pracował jako nauczyciel w konwikcie w Tarnopolu. W latach 1867–1869 studiował teologię w kolegium jezuickim w Krakowie. Z poruczenia prowincjała przerwał studia i został wysłany z powrotem do Tarnopola (1869-1871). W 1870 został wyświęcony na kapłana.
W latach 70. mieszkał we Lwowie, gdzie poza posługą duszpasterską współpracował z „Przeglądem Lwowskim”. W 1877 złożył śluby zakonne. W 1881 przeniesiono go do Krakowa, gdzie zajmował się pisarstwem, był też kaznodzieją i prowadził rekolekcje dla polskiej inteligencji. Sprawował przez pewien czas funkcję rektora kościoła św. Barbary. W 1886 reaktywował przy tym kościele Sodalicję Mariańską. Ostatnie dwie dekady życia spędził sprawując funkcje zakonne w Nowym Sączu, Stanisławowie i Lwowie, kilkukrotnie jeździł też do Rzymu z racji pełnionych urzędów i w celach naukowych.

## Twórczość
Pierwszym głośnym dziełem Załęskiego była apologia Czy jezuici zgubili Polskę?, początkowo publikowana we fragmentach na łamach „Przeglądu Lwowskiego”, a następnie wydana w formie książkowej w 1872. Książka stanowiła ostrą polemikę z polskimi historykami negatywnie odnoszącymi się do roli zakonu wobec państwa w czasach I Rzeczypospolitej. Dzieło doczekało się dwóch wznowień.
W latach 1874–1875 we Lwowie ukazała się jego dwutomowa praca nt. kasaty zakonu na ziemiach polskich. Książka została przełożona na języki włoski i francuski. Następnie, pod koniec lat 80. Załęski wydał monografię poświęconą dziejom masonerii w Polsce; z racji popularności była ona wydana powtórnie w 1908.
W latach 1900–1906 opublikował pięciotomową publikację Jezuici w Polsce. Materiały do niej zbierał od lat 70. poprzedniego wieku. Monografia łącznie składa się z ponad 6000 stron; tuż przed śmiercią Załęski opracował skróconą wersję swojego dzieła.

## Publikacje
- Czy jezuici zgubili Polskę? (1872)[2][15]
- Historia zniesienia jezuitów w Polsce i jego zachowanie na Białej Rusi (1874–1875)[10][16]
- O masonii w Polsce od roku 1742 do 1822 na źródłach wyłącznie masońskich (1889)[12][17]
- Jezuici w Polsce (1900-1906)[18]